# Len Wiseman
Len Wiseman (Fremont (Californië), 4 maart 1973) is een Amerikaans filmregisseur en -scriptschrijver, meest bekend van zijn regie- en schrijfwerk van Underworld-films.
Wiseman begon zijn filmcarrière achter de schermen bij de films Stargate (1994) en Independence Day (1996) als rekwisiteur. In 2003 regisseerde en schreef hij de film Underworld, met in de hoofdrol Kate Beckinsale. De film was een behoorlijk succes en het leidde tot een vervolg in 2006: Underworld: Evolution. Wisemans visuele stijl is opmerkelijk, hij werkt vaak met koele kleuren en gebruikt daarom veel kleurenfilters. Zijn stijl wordt vaak vergeleken met die van Michael Bay. 
In 2007 regisseerde hij de vierde Die Hard-film. Voor in de toekomst staat een derde Underworld-film gepland.
Op 9 mei 2004 trouwde Wiseman met Underworld-hoofdrolspeelster Kate Beckinsale.

## Filmografie
- Underworld (2003)
- Underworld: Evolution (2006)
- Die Hard 4.0 (2007)
- Underworld: Rise of the Lycans (2009) - als producent
- Underworld: Awakening (2012) - als producent
- Total Recall (2012)
- Ballerina (2025)

- Biblioteca Nacional de España: XX1670769
- Bibliothèque nationale de France: cb15519737c (data)
- Gemeinsame Normdatei: 138215545
- International Standard Name Identifier: 0000 0000 7848 478X
- Library of Congress Control Number: no2004012290
- Nationale Bibliotheek van Tsjechië: pna2006337909
- Nationale Bibliotheek van Polen: a0000002749690
- Nederlandse Thesaurus van Auteursnamen: 265800390
- Système universitaire de documentation: 160588197
- Virtual International Authority File: 88265087
- WorldCat: E39PBJqVY6rtVRXwwprjWTppT3